# Meneer de Raaf
Meneer de Raaf is een handpop uit het televisieprogramma De Fabeltjeskrant. Zijn (zelden gebruikte) voornaam luidt Crox.
Deze zwarte vogel is een van de allereerste personages die voorkwamen in de kinderserie (in de eerste aflevering kwamen Jacob de Uil, Lowieke de Vos en Meneer de Raaf voor). Met zijn droge, sarcastische opmerkingen is hij de schrik van Juffrouw Ooievaar. Samen met zijn goede vriend Lowieke de Vos vertoeft hij dikwijls in het Dierenbosse café Het Praathuis.
Wanneer Meneer de Uil verhinderd is door ziekte of iets dergelijks is Meneer de Raaf zijn vaste vervanger als voorlezer van de Fabeltjeskrant.
Zijn stem werd verzorgd door Ger Smit.